# Senones (Vosges)
Senones é uma comuna francesa na região administrativa de Grande Leste, no departamento de Vosges. Estende-se por uma área de 18,73 km². Em 2010 a comuna tinha 2 474 habitantes (densidade: 132,1 hab./km²).